# Kolding Idræts Forening
Kolding Idræts Forening (eller Kolding IF, KIF) er en dansk idrætsforening fra den sydjyske by Kolding. Foreningen er en flerstrenget forening med 10 idrætslige afdelinger og en støtteforening.
- Kolding IF Fodbold
- Kolding IF Håndbold
- Gymnastik
- Brydning
- Bowling
- Tennis
- Bowls
- Cricket
- Old Boys
- Tirsdagsklubben

## Historie
Kolding Idræts Forening blev stiftet den 15. oktober 1895 under navnet Kolding Fodsports Klub. Klubben ændrede i forbindelse med en generalforsamling den 29. maj 1900 navn til Kolding Idræts Forening (KIF). Gennem sin mere end 100-årige historie har foreningen sat meget stort præg byens idræts- og friluftsliv, og foreningen indtager også i dag en fremtrædende position blandt byens idrætsforeninger. Adskillige af foreningens hold og afdelinger har gennem årene hjembragt mange jyske og danske mesterskaber til foreningen.
Da KIF i midten af 1950'erne opførte KIF Hallen spredtes opmærksomheden til hele landet, ikke mindst på grund af byggekonceptet, der var baseret på medlemmernes frivillige og vederlagsfrie arbejdsindsats. Dette koncept blev gradvist udbredt og anvendt af en lang række foreninger over hele Danmark. Efter opførelse af det mere tidsvarende KIF Centret i Vonsild i udkanten af Kolding blev KIF Hallen i 1996 solgt, hvorefter der blev opført ungdoms- og ældreboliger på området.
Formålet med opbygning af KIF Centret var først og fremmest at etablere de bedst mulige rammer for KIFs håndboldafdeling. Udover idrætshal indeholder centret mødelokaler, administration, cafeteria, motionscenter, bowlinghal, keglebaner samt udendørs tennisbaner.
I 2006 skete der en organisatorisk ændring i foreningsstrukturen, med stiftelse af et nyt selskab KIF Holdingselskab A/S, hvor KIF ejer 80% af aktierne. Dette selskab står som ejer af både Kolding-Hallen og KIF Centret. Formålet med det nye selskab er at udvikle og udvide faciliteter og arealer i og omkring Kolding-Hallen og KIF Centret, med henblik på bl.a. at tilvejebringe bedre tilskuerfaciliteter.